# Guido Scarabottolo
Guido Scarabottolo (Sesto San Giovanni, 25 luglio 1947) è un illustratore, grafico e designer italiano.

## Biografia
Guido Scarabottolo è nato nel 1947 a Sesto San Giovanni. Laureato in architettura al Politecnico di Milano con una tesi di pianificazione urbana, dopo una breve esperienza presso uno studio di urbanistica entra nel 1973 a far parte dell'Arcoquattro, un gruppo di giovani architetti che si occupa di architettura e comunicazione visiva in ambito editoriale e pubblicitario. Dopo lo scioglimento del gruppo, nel 1995, continua a lavorare come grafico e illustratore per i principali editori italiani, la RAI, le maggiori agenzie di pubblicità e importanti aziende nazionali; conta inoltre collaborazioni in Giappone e negli Stati Uniti. Sue illustrazioni sono apparse in numerose mostre, in Italia e all’estero. Dal 2016 tiene un corso di illustrazione all’ISIA di Urbino. Vive a Milano.

### Grafico, illustratore e autore
Tra le sue prime e più durature collaborazioni vanno segnalate, negli anni ottanta, quella con L'Europeo, a partire dalla direzione di Lamberto Sechi, e quella con Italo Lupi per Abitare. Nel 2000, in collaborazione con la galleria l’Affiche,  inizia a pubblicare un Calendario la cui produzione è tuttora in corso. Dal 2002 al 2015 ha curato la grafica delle copertine Guanda illustrandone gran parte; con questo editore, nel 2005, ha poi pubblicato la graphic novel Una vita. Romanzo metafisico (testi di Giovanna Zoboli) e, nel 2006, Note, in occasione della mostra di inediti e copertine ospitata contemporaneamente nelle librerie Feltrinelli di otto diverse città italiane. Attualmente i suoi disegni appaiono su Internazionale e sul domenicale de Il Sole 24 Ore,  sul New Yorker e il New York Times.
Dopo l’esperienza di autoproduzione dei Libri a naso, condotta con Giovanna Zoboli e Paolo Canton, con l'editore Topipittori, su testi di Giovanna Zoboli, pubblica i volumi per bambini Di notte sulla strada di casa, Due scimmie in cucina, Cose che non vedo dalla mia finestra e, nella collana "Gli anni in tasca", illustra Gli amici nascosti di Cecilia Bartoli. Nella collana "PIPPO" (Piccola Pinacoteca Portatile), nata dall’idea di una sua mostra a Givigliana, Quadri, quadretti e animali, con testi di Marta Sironi.
Per Prìncipi & Princípi, casa editrice fondata da Andrea Rauch, illustra Pinocchio, il Diario di Eva di Mark Twain e Il diavolo nella bottiglia di Robert Louis Stevenson. Per le romane Vànvere edizioni, oltre a disegnarne il logo, realizza Bestiario accidentale e Manifesto segreto. Con l'associazione culturale Tapirulan pubblica Elogio della pigrizia e Sotto le copertine. Con le produzioni librarie La Grande Illusion, per cui ha anche curato la grafica dei libri di altri autori, ha pubblicato Macchie solari, Prontuario Iconografico per il designer contemporaneo, Smarrimenti e Viaggio in Islanda. Per Lazy Dog Press I ragazzi del bazar di Kashan.

### Mostre ed esposizioni
Ai suoi lavori sono state dedicate numerose mostre in Italia e all’estero. Tra le più recenti: nel 2008 Tempo perso presso la Galleria L'Affiche di Milano e Altro tempo perso alla D406 Arte contemporanea di Modena; nel 2009 Undici disegni a caso e una storia alla fondazione Querini Stampalia di Venezia e Pinacoteca Portatile a Givigliana, nello stesso anno partecipa a Sketchbook Obsessions, una collettiva nella sede del New York Times; nel 2010 Desenhar desenhos a Macau, Elogio della pigrizia a Cremona e Ferrara e Sotto le copertine a Parma, Castiglioncello e Fiesole; nel 2014 Diario Piccolo nell’ambito di Lucca Junior;  nel 2015 Wish in contemporanea presso l'Expo 2015 milanese e la Galleria L’Affiche; nel 2016 Smarrimenti a Palazzo Blu a Pisa (riproposta, l'anno seguente, alla Mediateca Montanari di Fano e quindi, in occasione del settecentenario dantesco del 2021, presso il Salone teresiano della Biblioteca universitaria di Pavia), Cover revolution, presso gli Istituti italiani di Cultura di New York e Dublino, Signs allo spazio BASE di Milano e Io disegno con Bau a Sarmede; nel 2017 Viaggio in Islanda in occasione del Trento Film Festival (riproposta nello stesso anno al Treviso Comic Book Festival) e I ragazzi del bazar di Kashan da Mutty a Castiglione delle Stiviere.

## Opere

### Autore
- Bestiario accidentale Archiviato il 9 febbraio 2018 in Internet Archive., Roma, Vànvere, 2012
- Manifesto segreto Archiviato il 9 febbraio 2018 in Internet Archive., Roma, Vànvere, 2014
- Macchie Solari, Pavia, La Grande Illusion, 2015
- Iconographic Handbook for the Contemporary Designer / Prontuario iconografico per il designer contemporaneo, Pavia, La Grande Illusion, 2016
- Smarrimenti, Pavia, La Grande Illusion, 2016
- Viaggio in Islanda, Pavia, La Grande Illusion, 2017
- Viva il mondo, Roma, Vànvere, 2018
- XXS, Milano, L'Affiche, 2019

### Coautore
- Giovanna Zoboli, Guido Scarabottolo, Storie dell’anno scorso, Milano, I libri a naso, 1998
- Giovanna Zoboli, Guido Scarabottolo, Vita e passione di B.T., quadro, Milano, I libri a naso, 2002
- Giovanna Zoboli, Guido Scarabottolo, Pesce d’aprile, Lucca, Perini, 2003
- Giovanna Zoboli, Guido Scarabottolo, Love, Milano, I libri a naso, 2004
- Giovanna Zoboli, Guido Scarabottolo, Una vita, romanzo metafisico, Guanda, 2005
- Giovanna Zoboli, Guido Scarabottolo, Di notte sulla strada di casa, Milano, Topipittori, 2005
- Giovanna Zoboli, Guido Scarabottolo, Non crede alle sirene, Milano, I libri a naso, 2006
- Giovanna Zoboli, Guido Scarabottolo, Due scimmie in cucina Archiviato il 9 febbraio 2018 in Internet Archive., Milano, Topipittori, 2006[5]
- Giovanna Zoboli, Guido Scarabottolo, Cose che non vedo dalla mia finestra, Milano, Topipittori, 2012
- Marta Sironi, Guido Scarabottolo, Quadri,quadretti e animali, Milano, Topipittori, 2012
- Danilo Premoli, Guido Scarabottolo, Giallo Enigmistico, Pavia, La Grande Illusion, 2014

### Illustratore
- Carlo Collodi, Le avventure di Pinocchio, Principi & Principi, 2010
- Mark Twain,Il diario di Eva, Principi & Principi, 2010
- Robert Louis Stevenson, Il diavolo nella bottiglia, Principi & Principi, 2011
- Cecilia Bartoli, Gli amici nascosti, Milano, Topipittori, 2014
- Francesca Cosi e Alessandra Repossi (a cura di) Del camminare e altre distrazioni[collegamento interrotto], Ediciclo editore, 2017
- Vincenzo Manca e Marco Santagata, Un magnifico accidente[collegamento interrotto], Mondadori, 2018
- Jonathan Swift, La battaglia dei libri, Gallucci editore, 2018
- Wisława Szymborska, La prima fra è sempre la più difficile, Milano, Terre di mezzo, 2019

### Cataloghi di mostre
- Disegni notturni Milano, L’Affiche 1991
- Disegni di ferro, Milano, L’Affiche 2002
- La sindrome di bau, Milano, I libri a naso, 2005
- Note, Guanda, 2006
- Tempo perso, Milano, L’Affiche 2007
- FILE, giorni di carta, anni di ferro, Comune di Pavullo 2007
- PIPO, pinacoteca portatile, Milano, I libri a naso, 2009
- Il gioco delle regole, Mattioli 1885, 2009
- Elogio della pigrizia, Cremona, Tapirulan, 2010
- Sotto le copertine, Cremona, Tapirulan, 2012
- Wish, Milano, L’Affiche 2015
- Smarrimenti, Pisa, Edizioni ETS, 2016
- Luogo Comune (con Luigi Belli), Milano, L’Affiche, 2016
- Mali minori (con Luigi Belli), Milano, L’Affiche, 2017
- I ragazzi del bazar di Kashan, Milano, Lazy Dog Press, 2017